# Borodino (obwód kurski)
Borodino (ros. Бородино) – wieś (ros. деревня, trb. dieriewnia) w zachodniej Rosji, w sielsowiecie kołpakowskim rejonu kurczatowskiego w obwodzie kurskim.

## Geografia
Miejscowość położona jest 4,5 km od centrum administracyjnego sielsowietu kołpakowskiego (Nowosiergiejewka), 15 km od centrum administracyjnego rejonu (Kurczatow), 49 km od Kurska.
W granicach miejscowości znajdują się 53 posesje.

## Demografia
W 2010 r. miejscowość zamieszkiwało 46 osób.